# David Dunn
David John Ian Dunn, född  27 december 1979 i Great Harwood, Lancashire, är en engelsk fotbollsspelare som spelar för Oldham Athletic.
Dunn debuterade för Blackburn 1998, en klubb han varit trogen utom 2003-2007 då han representerade Birmingham City FC. Han har gjort en A-landskamp för England 2002.